# خانه محمدحسین جعفرپور
خانه محمد حسین جعفر پور مربوط به دوره قاجار است و در شیراز، گذر گاه سنگ سیاه، پ ۸۰ واقع شده و این اثر در تاریخ ۱۰ خرداد ۱۳۸۲ با شمارهٔ ثبت ۸۶۶۵ به‌عنوان یکی از آثار ملی ایران به ثبت رسیده است.